# علي محمد غلام
علي محمد غلام حسين الأنصاري (1982 - ) هو رجل أعمال عراقي، مالك لشركة بوابة عشتار للدفع الإلكتروني، ومدير لثلاثة مصارف، مصرف الأنصاري، ومصرف القابض، ومصرف الشرق الأوسط الإسلامي، وهي مصارف أوقف البنك المركزي العراقي التعامل معها بالدولار، وُلد علي في بغداد، وذكر موقع مدى نيوز وموقع الجلبي أن علي محمد غلام كان سابقاً عاملَ طحينٍ، يحمل السلع والبضائع في سوق الشورجة وسط بغداد. وفي شهر أيار سنة 2017، أصدرت محكمة تحقيق الرصافة الثانية مذكرة إلقاء قبض بحق علي غلام بصفته رئيس بنك الشرق الأوسط، وذلك بتهمة التهديد وفق المادة 431 من قانون العقوبات العراقي. في يوم 18 تشرين الثاني سنة 2022 اعتقل علي محمد غلام، وفقاً للمادة (456) من قانون العقوبات، وما لبث أن أفرج عنه في اليوم نفسه. ونُقل عن علي غلام حينئذٍ أنه يؤكّد "براءته من تهمة النصب والاحتيال التي اعتقل بسببها في مطار بغداد الدولي، مشيرا الى ان القضية محاولة "ابتزاز" من قبل أحد الشخصيات المتنفذة في محافظة السليمانية"، قال موقع (بغداد اليوم) "علي محمد غلام الأنصاري المولود في بغداد عام 1982 الذي يعد واحدا من اغنى الشخصيات في العراق"، يتشارك علي محمد غلام وبعض عائلته في مجلس إدارة مصرف الشرق الأوسط، وذكرت وسائل إعلام أن مصارف علي محمد غلام مشتبه في أن أعمالها المصرفية بعضها غير قانونية، وقالت الصحفية هاجر كنيعو في موقع العربية نت أن علي محمد غلام مقرب من إيران.